# 什利納河
57°37′07″N 34°25′12″E / 57.61861°N 34.42000°E
什利納河（羅馬化：Shlina），是俄羅斯的河流，位於該國西部特維爾州，屬於茨納河的支流，處於瓦爾代高地，河道全長102公里，流域面積2,300平方公里。